# Bowlingbal

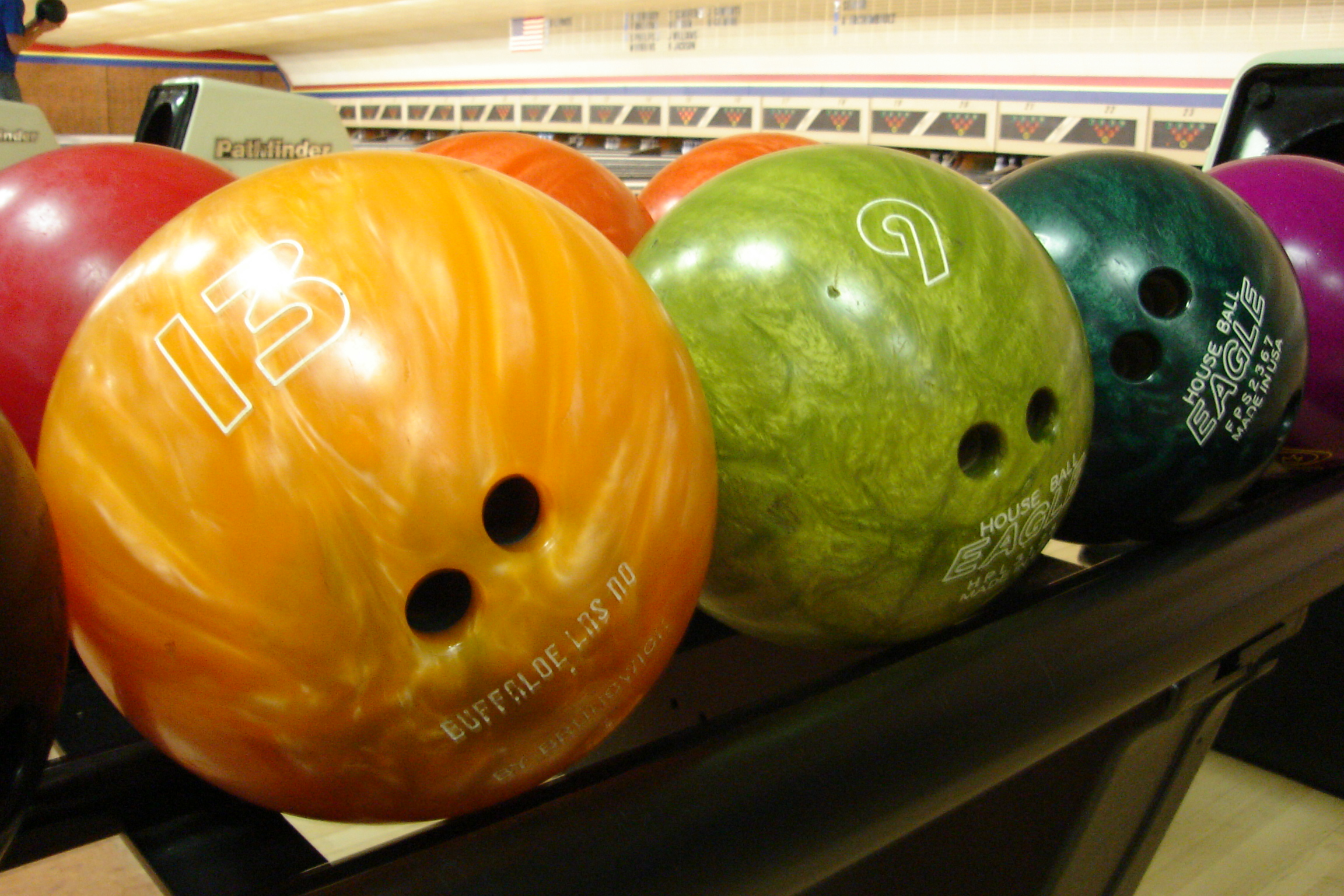
Bowlingballen

Een bowlingbal is een bal die gebruikt wordt bij het bowlen. Een bowlingbal is doorgaans gemaakt van urethaan, plastic, kunststof of een combinatie van deze materialen.

## Achtergrond
Bowlingballen komen in verschillende uitvoeringen voor, vaak verschillend in gewicht.
Ballen gebruikt voor tien-pins bowlen hebben doorgaans een diameter van 21,6 centimeter, en mogen niet meer wegen dan 7,2 kilogram. Er bestaat geen minimumgewicht. Tien-pins bowlingballen hebben meestal aan een kant drie vingergaten waarmee men de bal kan vasthouden met de ringvinger, middelvinger en duim, maar er bestaan ook modellen met gaten voor alle vijf de vingers.
Ballen voor vijf-pins bowlen hebben geen vingergaten, en zijn kleiner dan die voor tien-pins bowlen zodat een bowler deze bal in de palm van zijn hand kan houden. Deze ballen hebben doorgaans een diameter van 12,1 tot 12,7 centimeter, en wegen tussen de 1,47 en 1,64 kilogram.
Elke bal bevat van binnen een kern, die ervoor zorgt dat de bal zich op een bepaalde manier gedraagt.
De meeste bowlingbanen hebben een standaard set bowlingballen van verschillend formaat die mensen kunnen gebruiken, maar veel professionele bowlers hebben hun eigen bal. Deze ballen zijn vaak speciaal gemaakt om aan te sluiten op de hand van een bowler, zoals met extra dikke of extra diepe vingergaten.
Er bestaat geen vaste kleur voor bowlingballen. Derhalve komen ze in veel uiteenlopende kleurcombinaties voor.

## Geschiedenis
De sport bowlen is al eeuwenoud. In oude tijden werden vaak stenen gebruikt als ballen.
De eerste bowlingballen komen uit de Verenigde Staten, en waren gemaakt van hout. Vooral eikenhout was een populair materiaal. Vanaf 1906 deden ballen van hard rubber hun intrede. Deze bleven standaard tot de jaren 60/70. Daarna deden plasticen ballen en polyesterballen hun intrede.
Dit was een grote revolutie voor de bowlingbal waardoor de sport bowlen nu beter beoefend kan worden.

## Trivia
Hoewel ze zwaar zijn, drijven sommige bowlingballen toch. Door de dichtheid van de bal, die kleiner is dan die van water, drijft zo'n bal dan toch.